# Coro del Pueblo

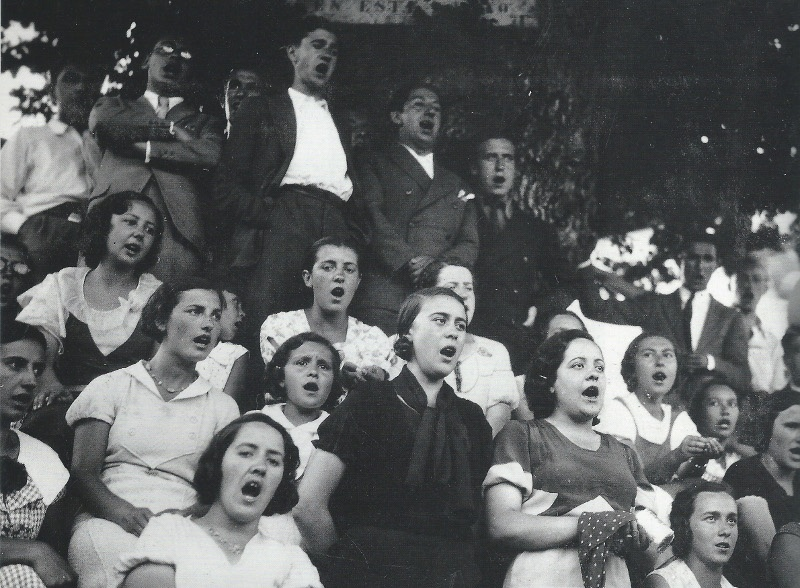
Coro del Pueblo de las Misiones Pedagógicas (hacia 1932).

Coro del Pueblo fue el nombre por el que se conoció al grupo de jóvenes maestros y maestras y estudiantes universitarios, que dirigidos por el investigador institucionista y compositor Eduardo Martínez Torner, y coordinados por el también asturiano Alejandro Casona, formaron parte del proyecto de las Misiones Pedagógicas.
Se calcula que el llamado Coro y Teatro del Pueblo realizó de forma conjunta y coordinada unas 286 actuaciones en pueblos y aldeas perdidas de la geografía española, entre 1932 y 1936. La historiadora Eleanor Krane Paucker anotaba en su libro Cinco años de misiones (1981) que la última actuación tuvo lugar en el Hospital de Sangre Giner de los Ríos de Madrid, en el mes de julio de 1936, recién iniciada la Guerra Civil Española.
En 2016, el Museo San Telmo, Koldo Mitxelena Kulturunea, «Hazitegiak–DSS2016EU» y Tabakalera, dentro del estudio dedicado al Coro del Pueblo, incluido en “Una arqueología de la mediación” de Tratado de Paz, planteó la posibilidad de retomar el modelo institucionista republicano para desarrollarlo en el marco donostiarra.

## La descripción de Casona
Alejandro Casona, maestro y escritor, escogido por Cossío para reclutar, coordinar y dirigir el Coro y Teatro del Pueblo, recordaba así en 1962 es espíritu de los voluntarios de las Misiones Pedagógicas:

Nuestros muchachos hacían su trabajo un poco misioneramente, evangélicamente, artísticamente, sin ninguna pretensión ni ambición más. No había intención de tipo social, ni nada de prédica política. El teatro de las Misiones Pedagógicas, el teatro del Pueblo, teatro y coro, lo formaban unos cincuenta muchachos y muchachas, estudiantes de las distintas universidades, facultades y escuelas. No cobraban nada, y además, se llevaban la comida de casa. Ha habido mucha gente que creía que iban a divertirse.
 Entrevista de Alejandro Casona con Marino Gómez-Santos, publicada en el diario Pueblo con el título de "Alejandro Casona cuenta su vida", el 15, 16 y 17 de agosto de 1962.